# Zelhems
Het Zelhems is een variant van de Nedersaksische taal en behoort tot het Achterhoeks, wat weer onder het Westfaals valt. Het wordt gesproken in het dorp Zelhem.

## Klinkers
|               | Vooraan  | Vooraan | Vooraan | Vooraan  | Midden   | Achteraan | Achteraan | Achteraan | Achteraan |
| ongerond      | ongerond | gerond  | gerond  | ongerond | ongerond | gerond    | gerond    |           |           |
| kort          | lang     | kort    | lang    | kort     | Midden   | lang      | kort      | lang      |           |
| ------------- | -------- | ------- | ------- | -------- | -------- | --------- | --------- | --------- | --------- |
| Gesloten      | i        | i:      | y       | y:       | ə        |           |           | u         | u:        |
| Half gesloten | ɪ        | (ɪ:)    | ʏ       | (ʏ:)     | ə        | ʊ         | (ʊ:)      |           |           |
| Midden        |          | e:      |         | ø:       | ə        |           | o:        |           |           |
| Half open     | ɛ        | ɛ:      | œ       | œ:       | ə        | ɔ         | ɔ:        |           |           |
| Open          |          | aː      |         |          | ə        | ɑ         |           |           |           |

- [ɪ:], [ʏ:] en [ʊ:] zijn fonetische realisaties van /e:/, /ø:/ en /o:/ voor daaropvolgende /r/.
- De [ɪ:] en [ʊ:] zijn daarnaast de vertegenwoordigers van de Westgermaanse ê of eo en ô. De jongere generatie neigt (1950) bij deze klanken naar [i] en [u] voor /p/, /t/ en /k/.
- De /ɛ:/, /ɔ:/ en /œ:/ veranderen voor een /r/ nauwelijks van kwaliteit.